# Annabelle Serpentine Dance
Annabelle Serpentine Dance é um filme mudo estadunidense de curta metragem em preto e branco, lançado em 1895, dirigido por William K.L. Dickson e William Heise, com produção de Dickson, para o Edison Studios, de Thomas Edison. Foi estrelado pela atriz e dançarina Annabelle Moore. É um dos vários filmes de dança que Annabelle realizou para Dickson e Edison, como Annabelle Sun Dance (1894), Annabelle Butterfly Dance (1895), Annabelle in Flag Dance (1896), entre outros. Uma das mais populares produções de dança já apresentadas, traz um belo figurino e efeitos surpreendentes com a luz de cálcio.
Diferentes versões do filme foram lançadas em quatro datas diferentes: 10 de agosto de 1894, Fevereiro de 1895, abril-agosto de 1895 e 8 de maio de 1897.

## Sinopse
Annabelle interpreta a "dança serpentina", uma coreografia assumidamente criada pela dançarina Loie Fuller, pioneira das técnicas da dança moderna. A fantasia de Annabelle, composta por um tecido ondulado com varinhas presas às mangas, faz com que ela possa manipular e estender o traje acima de sua cabeça e diagonalmente para os lados. Ao longo do filme, ela olha para baixo ou diretamente para a câmera sorrindo, enquanto o movimento e suas longas e fluidas saias criam uma variedade de padrões visuais. Os movimentos de seu traje, continuamente escondendo e expondo seu corpo, fazem pensar no ato de desaparecer de um mágico. Além dos elementos pró-fílmicos mencionados, Annabelle Serpentine Dance também emprega um elemento de manipulação "direto", pois cada quadro preto e branco do filme foi pintado à mão em cores diferentes. Isso foi empregado para imitar a performance original de Loie Fuller, que tinha luzes em diferentes cores projetadas em seu figurino durante a apresentação. Isso acrescenta algo de um mundo mágico, fazendo parecer que a fantasia de Annabelle altera as cores à medida em que ela se move. O efeito da coloração das mãos nunca tinha sido usada antes em imagens em movimento, o que, sem dúvida, deveria ter sido uma visão espetacular para o público.
O filme apresenta uma sucessão de movimentos de dança. O primeiro é em uma saia fluida, erguida pelas mãos com os braços estendidos. Ela sorri, vestindo asas de borboleta nas costas e as asas do deus Mercúrio nos cabelos. Sua dança enfatiza o movimento de suas pernas visíveis e nuas. Ela chuta alto, arqueia e se move para a direita e esquerda. A segunda dança tem uma saia longa e volumosa, com varas unindo suas bordas exteriores às mãos de Annabelle. Os padrões que fluem da saia e de seus movimentos de braço dão à segunda cena um sentimento diferente da primeira.

## Situação atual
Existem cópias no American Film Institute, da Biblioteca do Congresso dos Estados Unidos, e também no National Film and Television Archive, do British Film Institute. O filme também pode ser visto livremente na Internet, uma vez que, pelo ano em que foi produzido, já se encontra em Domínio Público.

## Elenco
- Annabelle Moore ... Ela mesma (performance solo)